# Astragalus anni-novi
Astragalus anni-novi är en ärtväxtart som beskrevs av Arturo Erhardo Erardo Burkart. Astragalus anni-novi ingår i släktet vedlar, och familjen ärtväxter. Inga underarter finns listade i Catalogue of Life.